# Herb gminy Zaleszany
Herb gminy Zaleszany – jeden z symboli gminy Zaleszany, ustanowiony 21 sierpnia 2007.

## Wygląd i symbolika
Herb przedstawia na tarczy koloru błękitnego dwie złote sosny (symbol lasów gminy), a między nimi srebrne trzy wręby w pas (godło z herbu Korczak, którym posługiwał się ród Horodyńskich). 